# Mymensingh Sadar
Mymensingh Sadar è un sottodistretto (upazila) del Bangladesh situato nel distretto di Mymensingh, divisione di Mymensingh. Si estende su una superficie di 388,45 km² e conta una popolazione di  775.733 abitanti (censimento 2011).